# Hymenophyllum glebarium
Hymenophyllum glebarium là một loài dương xỉ trong họ Hymenophyllaceae. Loài này được Christ, C.Chr. mô tả khoa học đầu tiên.
Danh pháp khoa học của loài này chưa được làm sáng tỏ. 